# Senegalese voetbalbond
De Fédération Sénégalaise de Football (afkorting: FSF) is de Senegalese voetbalbond en werd opgericht in 1960. De bond organiseert het Senegalees voetbalelftal en het professionele voetbal in Senegal (onder andere de Senegalese Ligue 1). De voorzitter is Mbaye Ndoye. De NFF is aangesloten bij de FIFA sinds 1962 en bij de CAF sinds 1963.